# Emocionalna kontaminacija
Emocionalna kontaminacija je proces kojim osoba ili skupina utječe na emocije ili ponašanje druge osobe ili skupine putem svjesnog ili nesvjesnog induciranja emocionalnih stanja i ponašanja. Javlja se kad osobe počnu imati jednake osjećaje kao osoba s kojom su u direktnoj ili indirektnoj interakciji.

## Mehanizam primitivne mimikrije
Mehanizmom primitivne mimikrije emocionalna se kontaminacija odvija u tri faze:
1. Mimikrija/oponašanje – prema socijalnim psihofiziolozima, ljudi imaju automatsku tendenciju mimikrije, tj. oponašanja i najsuptilnijih promjena u izrazima lica sugovornika ili drugih osoba koje su u danom trenutku opažali. Ulf Dimberg je opazio na svojim ispitanicima da je opažanje fotografija modela s različitim osnovnim izrazima lica izazvalo različitu mišićnu aktivnost lica (facijalni EMG) – kad su ispitanici opažali modele sa sretnim izrazom licu, pokazali su pojačanu aktivnost mišića zygomaticus major (u području obraza), dok je opažanje modela s ljutim izrazom lica dovelo do pojačane aktivnosti mišića corrugator supercilii (u području obrva).[2][4] Osim toga, subjektivni iskazi ispitanika se podudaraju s ovim rezultatima, što znači da su uistinu postali zaraženi emocijama.[5][6] Također, novorođenčad pokazuju sposobnost facijalne mimikrije nedugo nakon rođenja.[5] Uz facijalnu mimikriju, ljudi imaju tendenciju mimikrije i načina govora te držanja i pokreta tijela drugih osoba.[5][7]
2. Opažanje/povratna informacija (eng. feedback) – ovom se fazom je pretpostavljen utjecaj facijalne ekspresije na doživljenu emociju.[3][8] Različitim je istraživanjima pokazana povezanost i određeni stupanj utjecaja ekspresije na emocije. Laird i suradnici su u svom istraživanju dali ispitanicima da gledaju tri video isječka iz komercijalnih filmova te su tako svi ispitanici prošli kroz tri eksperimentalne situacije gdje su u prvoj trebali inhibirati sve emocije koje bi potencijalno doživjeli, u drugoj su trebali normalno gledati isječak, bez ikakvih dodatnih uputa, a u trećoj su trebali dodatno naglasiti sve emocije koje su potencijalno doživjeli. Nakon svakog isječka, ispitanici su ispunili skalu raspoloženja kako bi se moglo provjeriti njihovo afektivno stanje te su rezultati na skali radosti bili značajno niži nakon prve eksperimentalne situacije u odnosu na drugu, dok su najviši rezultati bili u trećoj eksperimentalnoj situaciji.[2][9] Osim facijalnih ekspresija, na doživljenu emociju može utjecati i  govorna povratna informacija. Hatfield, Cacioppo i Ranson su u svom istraživanju ispitanicima zadali da reproduciraju govor s jedne od šest randomiziranih snimki. Pet snimki je sadržavalo zvukove tipično povezane sa srećom, ljutnjom, tugom, ljubavlju i strah, dok je jedna bila neutralna. Dobili su rezultate kojim je pokazano da su emocije koje su ispitanici doživjeli bile pod utjecajem povratnih informacija vlastitog govora.[5] Emocije također mogu biti pod utjecajem tjelesnog držanja i pokreta.[5]
3. Kontaminacija – Prošavši kroz dvije prethodne faze, ljudi postanu „zaraženi“ tuđim emocijama te se mehanizmom primitivne mimikrije pretpostavlja uzročno-posljedični slijed faza ovog fenomena, tj. sama kontaminacija nastupa kao posljedica mimikrije i povratnih informacija.[2][3][5] Pokazalo se da je emocionalna kontaminacija univerzalan fenomen te se može naći u brojnim svjetskim zemljama[2][10][11][12] te čak i kod nekih životinja.[13][14]

## Drugi proučavani mehanizmi
Socijalna usporedba je definirana kao svjesno uspoređivanje vlastitih osjećaja s osjećajima drugih koji se nalaze u jednakoj situaciji. Javlja se kad osoba ne zna što osjećati u određenom trenutku pa pretpostavi da netko drugi s njom dijeli zajedničku perspektivu te traži emocionalne znakove kod te osobe kao „upute“ za daljnje ponašanje.
Do emocionalne interpretacije dolazi kad osoba koristi informacije o emocijama koje iskazuje netko drugi kako bi reagirala u skladu sa situacijom, bez obzira dijele li zajedničku perspektivu.
Empatija – iako prema nekim autorima, aktivnost autonomnog živčanog sustava pokazuje na jače afektivno povezivanje ljudi u slučaju negativnih emocija nego pozitivnih, većina klasičnih istraživanja naglašava važnost intenziteta emocija nego valenciju.